# Jan Mařík
Jan Mařík (* 29. prosince 1975, Praha) je český archeolog a ředitel Archeologického ústavu Akademie věd ČR v Praze.

## Životopis
Je absolventem Filozofické fakultě Univerzity Karlovy v Praze, kde studoval historii a pravěkou a raně středověkou archeologii. Odborně působí v Archeologickém ústavu Akademie věd ČR (ARUP), který od r. 2017 vede jako ředitel. Věnuje se také pedagogické činnosti, přednáší na archeologických katedrách českých vysokých škol a základy archeologie vyučuje též na Vysoké škole chemicko-technologické.
Odborně se zaměřuje na období raného středověku, od roku 1998 je vedoucím archeologických výzkumů na hradišti v Libici nad Cidlinou, dále pak památkovou péčí v archeologii a popularizaci archeologického dědictví.

### Ocenění
- 2024 – Medaile Vojtěcha Náprstka za popularizaci vědy[3]